# Jamie Lee Curtis

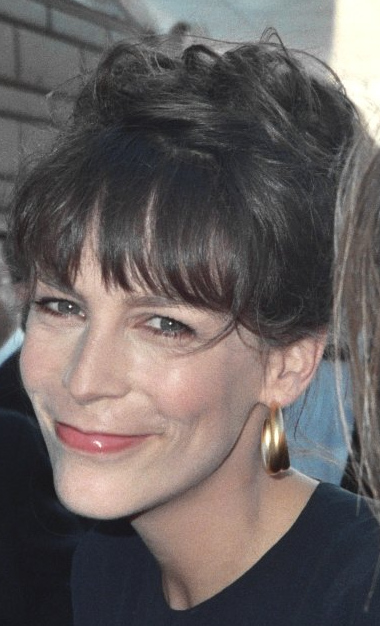
Jamie Lee Curtis a la cerimònia dels Emmy Awards (1989)

Jamie Lee Curtis (Santa Monica, 22 de novembre de 1958) és una actriu i escriptora estatunidenca. A desgrat del fet que es va conèixer al principi com una "scream queen" a conseqüència dels seus papers de protagonista principal en moltes pel·lícules de terror al començament de la seva carrera, com ara Halloween, The Fog, Prom Night i Terror Train, d'ençà aquella època Jamie Lee Curtis ha compilat una gran gamma d'obres que abraça diversos gèneres. El seu llibre de 1998, Today I Feel Silly, and Other Moods That Make My Day, arribà a ser una de les millors vendes als Estats Units i aparegué al llistat del New York Times. Està casada amb l'actor Christopher Guest (Lord Haden-Guest) i, com a muller d'un lord, ostenta el títol Lady Haden-Guest, tot i que no usa el títol quan es troba als Estats Units. Recentment ha fet publicitat per al producte làctic Activia. A més a més és una blocaira de la versió a la xarxa de The Huffington Post. Pel seu paper a Tot a la Vegada a Tot Arreu fou guanyadora de l'Oscar a la millor actriu secundària del 2023.

## Biografia
Jamie Lee Curtis va nàixer a Los Angeles, és la filla dels actors Tony Curtis i Janet Leigh. Els seus avis paterns eren uns immigrants jueus hongaresos. Els pares de Curtis es van divorciar el 1962 i la seva mare es casà aleshores amb Robert Brandt. Jamie Lee té una germana major, Kelly Curtis, que també és actriu, i molts germanastres (a conseqüència dels múltiples casaments de son pare): Alexandra, Allegra, Ben i Nicholas Curtis (el qual morí el 1994 arran d'una sobredosi). Curtis estudià a la Westlake School de Los Angeles i a la Beverly Hills High School. Es graduà a Choate Rosemary Hall. Quan tornà a Califòrnia en 1976, es va incorporar a la Universitat del Pacífic, a Stockton (Califòrnia). Tenia la intenció d'especialitzar-se com a assistenta social, nogensmenys va abandonar al cap d'un semestre per mor de començar una carrera com a actora. L'any 2021 es va fer públic que té una filla trans, motiu pel qual ha esdevingut una ferma defensora dels drets LGTB així com detractora de l'auge dels moviments d'ultradreta en l'actualitat.

## Filmografia
| Cinema | Cinema                                                     | Cinema                    | Cinema                                                                                         |
| Any    | Títol                                                      | Paper                     | Notes                                                                                          |
| ------ | ---------------------------------------------------------- | ------------------------- | ---------------------------------------------------------------------------------------------- |
| 1978   | Halloween                                                  | Laurie Strode             |                                                                                                |
| 1980   | La boira (The Fog)                                         | Elizabeth Solley          |                                                                                                |
| 1980   | Prom Night                                                 | Kim Hammond               |                                                                                                |
| 1980   | Terror Train                                               | Alana Maxwell             |                                                                                                |
| 1981   | Escape from New York                                       | Narrador, veu computadora |                                                                                                |
| 1981   | Roadgames                                                  | Pamela 'Hitch' Rushworth  |                                                                                                |
| 1981   | Halloween II                                               | Laurie Strode             |                                                                                                |
| 1982   | Halloween III: Season of the Witch                         | Phone Operator            | només veu, no surt als crèdits                                                                 |
| 1983   | Trading Places                                             | Ophelia                   | BAFTA a la millor actriu secundària                                                            |
| 1984   | Love Letters                                               | Anna Winter               |                                                                                                |
| 1984   | Terror in the Aisles                                       |                           | imatges d'arxiu                                                                                |
| 1984   | The Adventures of Buckaroo Banzai Across the 8th Dimension | Sandra Banzai             | en DVD versió ampliada                                                                         |
| 1984   | Grandview, Estats Units.                                   | Michelle 'Mike' Cody      |                                                                                                |
| 1985   | Perfecte (Perfect)                                         | Jessie                    |                                                                                                |
| 1985   | Amazing Grace and Chuck                                    | Lynn Taylor               |                                                                                                |
| 1987   | A Man in Love                                              |                           |                                                                                                |
| 1988   | La força d'un ser menor (Dominick and Eugene)              | Jennifer Reston           |                                                                                                |
| 1988   | Un peix anomenat Wanda                                     | Wanda Gershwitz           | Nominada — BAFTA a la millor actriu Nominada — Globus d'Or a la millor actriu musical o còmica |
| 1988   | Halloween 4: The Return of Michael Myers                   | Laurie Strode             | només fotografia, no surt als crèdits                                                          |
| 1990   | Acer blau                                                  | Megan Turner              |                                                                                                |
| 1991   | Queens Logic                                               | Grace                     |                                                                                                |
| 1991   | La meva noia (My Girl)                                     | Shelly DeVoto             |                                                                                                |
| 1992   | Forever Young                                              | Claire Cooper             |                                                                                                |
| 1994   | My Girl 2                                                  | Shelly DeVoto Sultenfuss  |                                                                                                |
| 1994   | Mother's Boys                                              | Judith 'Jude' Madigan     |                                                                                                |
| 1994   | True Lies                                                  | Helen Tasker              | Globus d'Or a la millor actriu musical o còmica                                                |
| 1996   | House Arrest                                               | Janet Beindorf            |                                                                                                |
| 1997   | Criatures ferotges (Fierce Creatures)                      | Willa Weston              |                                                                                                |
| 1998   | Halloween H20: 20 Years Later                              | Laurie Strode/Keri Tate   |                                                                                                |
| 1998   | Nicholas' Gift                                             | Maggie Green              | Nominada — Premi Emmy a la millor actriu - Minisèries o telefilm                               |
| 1999   | Virus                                                      | Kelly Foster              |                                                                                                |
| 2000   | Tothom la volia morta (Drowning Mona)                      | Rona Mace                 |                                                                                                |
| 2001   | The Tailor of Panama                                       | Louisa Pendel             |                                                                                                |
| 2001   | Daddy and Them                                             | Elaine Bowen              |                                                                                                |
| 2002   | Halloween: Resurrection                                    | Laurie Strode             |                                                                                                |
| 2003   | Freaky Friday                                              | Tess Coleman              | Nominada — Globus d'Or a la millor actriu musical o còmica                                     |
| 2004   | Un Nadal de bojos (Christmas with the Kranks)              | Nora Krank                |                                                                                                |
| 2005   | The Kid & I                                                | Ella mateixa              |                                                                                                |
| 2008   | Beverly Hills Chihuahua                                    | Aunt Vanessa              |                                                                                                |
| 2010   | You Again                                                  | Gail                      |                                                                                                |
| 2011   | The Little Engine That Could                               | Beverly "Bev"             | Només veu                                                                                      |
| 2012   | El turó de les roselles (Kokuriko-zaka kara)               | Ryoko Matsuzaki           | Veu en la versió en llengua anglesa                                                            |
| 2014   | Veronica Mars                                              | Gayle Buckley             |                                                                                                |
| 2015   | Spare Parts                                                | Directora Karen Lowry     |                                                                                                |
| 2018   | Halloween                                                  | Laurie Strode             |                                                                                                |
| 2018   | An Acceptable Loss                                         | Rachel Burke              |                                                                                                |
| 2019   | Knives Out                                                 | Linda Drysdale-Thrombrey  |                                                                                                |
| 2020   | Halloween Kills                                            | Laurie Strode             | Filmant                                                                                        |
| 2022   | Tot a la vegada a tot arreu                                | Deirdre Beaubeirdre       | Nominació a l'Oscar a la millor actriu secundària del 2023                                     |

| Televisió | Televisió                                         | Televisió                | Televisió |
| Any       | Títol                                             | Paper                    | Notes |
| --------- | ------------------------------------------------- | ------------------------ | --- |
| 1977      | Quincy, M.E.                                      | Noia al vestidor         | episodi: Visitors in Paradise |
| 1977      | The Hardy Boys/Nancy Drew Mysteries               | Mary                     | episodi: Mystery of the Fallen Angels |
| 1977      | Columbo                                           | Cambrera                 | episodi: Try and Catch Me episodi: The Bye-Bye Sky High I.Q. Murder Case                                                                      |
| 1978      | The Love Boat                                     | Linda                    | episodi: Till Death Do Us Part, Maybe/Chubs/Locked Away                                                                                       |
| 1978      | Charlie's Angels                                  | Linda Frey               | episodi: Winning Is for Losers |
| 1978-1979 | Operation Petticoat                               | Tinent Barbara Duran     | 23 episodis |
| 1979      | Buck Rogers in the 25th Century                   | Jen Burton               | episodi: Unchained Woman |
| 1981      | She's in the Army Now                             | Soldat ras Rita Jennings | Telefilm |
| 1981      | Death of a Centerfold: The Dorothy Stratten Story | Dorothy Stratten         | Telefilm |
| 1982      | Callahan                                          | Rachel Bartlett          | Telefilm |
| 1982      | Money on the Side                                 | Michelle Jamison         | Telefilm |
| 1985      | Tall Tales & Legends                              | Annie Oakley             | episodi: Annie Oakley |
| 1986      | As Summers Die                                    | Whitsey Loftin           | Telefilm |
| 1989-1992 | Anything But Love                                 | Hannah Miller            | Globus d'Or a la millor actriu – Sèries TV Musical o còmica, 1989 Nominada —Globus d'Or a la millor actriu – Sèries TV Musical o còmica, 1991 |
| 1995      | The Heidi Chronicles                              | Heidi Holland            | Telefilm Nominada —Globus d'Or a la millor actriu de minisèries o telefilms                                                                   |
| 1996      | The Drew Carey Show                               | Sioux                    | episodi: Playing a Unified Field |
| 1998      | Nicholas' Gift                                    | Maggie Green             | Telefilm |
| 2000      | Pigs Next Door                                    | Clara                    | Veu |
| 2005      | A Home for the Holidays                           | Hostessa TV              | Telefilm |